# Farukolhufushi
Farukolhufushi is een van de onbewoonde eilanden van het Kaafu-atol behorende tot de Maldiven.